# Sean Richardson (cyclisme)
Pour les articles homonymes, voir Richardson.
Sean Richardson, né le 29 janvier 2001, est un coureur cycliste canadien.

## Biographie
Sean Richardson est membre de l'équipe nationale du Canada sur piste. Spécialisé dans la poursuite par équipes, il a obtenu diverses médailles dans cette discipline aux championnats panaméricains,. Il a également terminé deuxième d'une manche de la Coupe des Nations en 2021. En 2023, il décroche le titre aux Jeux panaméricains, en compagnie de Carson Mattern, Michael Foley, Chris Ernst et Campbell Parrish. 

## Palmarès sur piste

### Coupe des Nations
- 2021
  - 2e de la poursuite par équipes à Cali

### Jeux panaméricains
- Santiago 2023
  -  Médaillé d'or de la poursuite par équipes (avec Carson Mattern, Michael Foley, Chris Ernst et Campbell Parrish)

### Championnats panaméricains
- Lima 2022
  -  Médaillé d'or de la poursuite par équipes (avec Michael Foley, Chris Ernst, Evan Burtnik et Dylan Bibic)
  -  Médaillé de bronze de la poursuite individuelle
- San Juan 2023
  -  Médaillé d'or de la poursuite par équipes (avec Michael Foley, Dylan Bibic et Mathias Guillemette)
- Asuncion 2025
  -  Médaillé d'argent de la poursuite par équipes

### Championnats nationaux
- 2022
  -  Champion du Canada de poursuite par équipes (avec Carson Mattern, Amiel Flett-Brown et Daniel Fraser-Maraun)
- 2025
  - 3e du championnat du Canada de course aux points
  - 3e du championnat du Canada de l'américaine